# 永作芳也
永作 芳也（ながさく よしなり、1955年9月27日- ）は、元・将棋棋士。棋士時代は加藤恵三八段門下であり、棋士番号は139であった。茨城県行方郡麻生町（現・行方市）出身。

## 経歴
- 将棋は小学校2,3年で覚えたが、プロを志したのは高校2年生になってからだった[4]。奨励会入会は18歳で6級と非常に遅いスタートであった[4][注釈 3]。1年余りで5級に昇級すると、その後2年で初段（入品）。初段・二段を半年あまりで通過して1977年11月に三段となる。三段では2年あまり指し、1979年10月3日に良い所取り13勝3敗で四段昇段を決めた[6]。
- 努力家で、いつも棋譜並べをしていたことから、奨励会の先輩からは半ば揶揄気味に「盤を耕す田吾作」と評されていた[4][7]。
- 四段昇段後の翌年の若獅子戦では、準決勝進出も大島映二に敗れる。順位戦C級2組では、1982年の41期に開幕から2連敗スタートながら8連勝し、10戦全勝の脇謙二と塚田泰明に次ぐ成績を上げるも、順位差で同星の児玉孝一に頭ハネを食らう。1位で開幕を迎えた42期は6勝4敗に終わり、1988年の引退まで順位戦C級2組の昇級に絡むことはなかった[8]。
- 1982年5月18日、オールスター勝ち抜き戦で谷川浩司と対局し、追い詰めるものの敗れる[9]（谷川は6連勝で優勝）。同年には師匠の加藤恵三八段が死去している[8][9]。
- 1986年5月9日、棋聖戦1次予選3回戦で森下卓に勝利し、勝数規定により五段昇段[10][9]。
- 1987年度NHK杯テレビ将棋トーナメントで本戦出場を果たし、1回戦で羽生善治と対戦。熱戦の末敗れる[4][9]。
- 1988年3月31日付で日本将棋連盟を退会し[1]、棋士の身分を放棄した[4][注釈 4]。最終対局は小阪昇との順位戦C級2組の最終局で、これに勝利し3勝7敗で終えたが、順位差で降級点がつかず、降級点なしでの引退であった。当時は「名人になるため棋士となったが、自分の実力では名人になれないと悟ったので棋士を辞めた」と伝えられたが[16]、実際は理由はほかにもあり、将棋界以外にも興味があった旨を2017年の取材で答えている[5][9]。退会後、将棋界とは完全に連絡を絶ったため、奨励会同期でプロ入り後も親しくしていた小野修一が2008年に早逝していたことも2017年の取材で初めて知ったほどであった。
- 2017年現在は潮来市に住み、保険代理業を営んでいる[4]。2017年7月に、行方市内の公共施設で子供向けの将棋教室を開講した[17]。棋士を辞してから30年間、将棋と離れていたが、藤井聡太の活躍に触発されるところがあったためという[5][9]。2018年11月の時点では、行方市内の他に神栖市内などを加え、茨城県内の4か所で将棋教室を開いている[18]。
- 2018年11月1・2日に第31期竜王戦第3局が、永作の居住地からほど近い鹿島神宮で行われた際、2日目に関係者控室を訪れた[18]。対局前日（10月31日）の前夜祭にも顔を出し、旧知の仲である羽生（竜王）や中村修（対局立会人）らと久々に顔を合わせた[18]。

## 昇段履歴
- 1973年00月00日：6級 = 奨励会入会[6]。
- 1979年10月03日：四段（三段で13勝3敗） = プロ入り[6]。
- 1986年05月09日：五段（勝数規定 = 通算100勝）[19]
- 1988年03月31日：引退・連盟退会

## 主な成績

### 在籍クラス
| 開始 年度 | (出典)順位戦出典 | (出典)順位戦出典        | (出典)順位戦出典        | (出典)順位戦出典        | (出典)順位戦出典        | (出典)順位戦出典        | (出典)順位戦出典        | (出典)順位戦出典        | (出典)竜王戦出典 | (出典)竜王戦出典        | (出典)竜王戦出典        | (出典)竜王戦出典        | (出典)竜王戦出典        | (出典)竜王戦出典        | (出典)竜王戦出典        | (出典)竜王戦出典        | (出典)竜王戦出典        | (出典)竜王戦出典        |
| 開始 年度 | 期               | 名人                    | A級                     | B級                     | B級                     | C級                     | C級                     | 0                       | 期               | 竜王                    | 1組                     | 2組                     | 3組                     | 4組                     | 5組                     | 6組                     | 決勝 T                  |                         |
| 開始 年度 | 期               | 名人                    | A級                     | 1組                     | 2組                     | 1組                     | 2組                     | 0                       | 期               | 竜王                    | 1組                     | 2組                     | 3組                     | 4組                     | 5組                     | 6組                     | 決勝 T                  |                         |
| --- | ---------------- | ----------------------- | ----------------------- | ----------------------- | ----------------------- | ----------------------- | ----------------------- | ----------------------- | ---------------- | ----------------------- | ----------------------- | ----------------------- | ----------------------- | ----------------------- | ----------------------- | ----------------------- | ----------------------- | ----------------------- |
| 1980 | 39               |                         |                         |                         |                         |                         | C224                    | 6-4                     |                  |                         |                         |                         |                         |                         |                         |                         |                         |                         |
| 1981 | 40               |                         |                         |                         |                         |                         | C210                    | 6-4                     |                  |                         |                         |                         |                         |                         |                         |                         |                         |                         |
| 1982 | 41               |                         |                         |                         |                         |                         | C208                    | 8-2                     |                  |                         |                         |                         |                         |                         |                         |                         |                         |                         |
| 1983 | 42               |                         |                         |                         |                         |                         | C201                    | 6-4                     |                  |                         |                         |                         |                         |                         |                         |                         |                         |                         |
| 1984 | 43               |                         |                         |                         |                         |                         | C214                    | 4-6                     |                  |                         |                         |                         |                         |                         |                         |                         |                         |                         |
| 1985 | 44               |                         |                         |                         |                         |                         | C224                    | 3-7                     |                  |                         |                         |                         |                         |                         |                         |                         |                         |                         |
| 1986 | 45               |                         |                         |                         |                         |                         | C235                    | 5-5                     |                  | 棋戦創設前              | 棋戦創設前              | 棋戦創設前              | 棋戦創設前              | 棋戦創設前              | 棋戦創設前              | 棋戦創設前              | 棋戦創設前              | 棋戦創設前              |
| 1987 | 46               |                         |                         |                         |                         |                         | C225                    | 3-7                     | 1                |                         |                         |                         |                         |                         | 5組                     |                         | --                      | 1-2                     |
| |                  | 1988年3月31日引退・退会 | 1988年3月31日引退・退会 | 1988年3月31日引退・退会 | 1988年3月31日引退・退会 | 1988年3月31日引退・退会 | 1988年3月31日引退・退会 | 1988年3月31日引退・退会 |                  | 1988年3月31日引退・退会 | 1988年3月31日引退・退会 | 1988年3月31日引退・退会 | 1988年3月31日引退・退会 | 1988年3月31日引退・退会 | 1988年3月31日引退・退会 | 1988年3月31日引退・退会 | 1988年3月31日引退・退会 | 1988年3月31日引退・退会 |
| 順位戦、竜王戦の 枠表記 は挑戦者。右欄の数字は勝-敗(番勝負/PO含まず)。 順位戦の右数字はクラス内順位 ( x当期降級点 / *累積降級点 / +降級点消去 ) 順位戦の「F編」はフリークラス編入 /「F宣」は宣言によるフリークラス転出。 竜王戦の 太字 はランキング戦優勝、竜王戦の 組(添字) は棋士以外の枠での出場。 |                  |                         |                         |                         |                         |                         |                         |                         |                  |                         |                         |                         |                         |                         |                         |                         |                         |                         |